# Kyllini (Berg)
Kyllini (griechisch Κυλλήνη (f. sg.), altgriechisch Kyllēnē, transkr. auch Killini; auch Ziria Ζήρεια (f. sg.)) ist der Name eines Bergmassivs im Nord-Nordosten der griechischen Halbinsel Peloponnes in der Präfektur Korinthia. Die höchste Erhebung des Massivs misst 2374 m und ist damit die zweithöchste Erhebung auf der Halbinsel nach dem Taygetos in Lakonien.

## Geografie
Das Kyllini-Massiv im Norden der Peloponnes ist mit mehreren Gipfeln über 2000 m Gipfelhöhe das erste große Bergmassiv westlich des Isthmus von Korinth. Die nördlichen Ausläufer des Massivs reichen bis an den Golf von Korinth mit dem Küstenabschnitt von Kiato im Osten bis Derveni im Westen. Im Norden ist die östliche Begrenzung des Kyllini-Massivs das Tal des Flusses Zacholitikos (oder Dervenios), welcher bei Derveni in den Golf von Korinth mündet. Die Abgrenzung des Kyllini-Massivs vom Aroania (Chelmos) im Westen verläuft nach Süden entlang der Straße nach Goura bis zur Hochebene von Feneos. Westlich der Feneos-Hochebene liegt der kleine Doxis-See. Die südliche Begrenzung des Kyllini-Massivs verläuft entlang der Straße, die die Hochebenen von Feneos und Stymphalia verbindet. Die Passhöhe dieser Straße ist zugleich die Trennlinie zwischen dem Kyllini und dem südlich gelegenen Oligyrtos (1934 m ). Von der Hochebene von Stymphalia mit dem Stymphalia-See folgt die Begrenzung des Kyllini-Massivs nordöstlich der Straße nach Xylokastro über Kaliani, Kesario und Zemeno. 
Das Zentrum des Kyllini-Massivs bilden drei selbstständige Berge über 2000 m: Dem im Westen gelegenen, Kyllini benannten Hauptgipfel ist südlich noch der Nebengipfel Profitis Ilias (2261 ) vorgelagert. Zentral im Süden liegt der doppelgipflige Paraga (2033 m/Schartenhöhe über 300 m), und im Osten die vier Zweitausender der Chioni-Kette (2117 m/Schartenhöhe über 500 m). Bedeutende dem Kyllini vorgelagerte Berge sind im Südwesten der Jeronition (1754 m/Schartenhöhe über 400 m) und im Norden, südwestlich von Pyrgos, ein weiterer Profitis Ilias (1757 m/Schartenhöhe über 400 m).
Im Kyllini-Massiv entspringen mehrere Flüsse, die in den Golf von Korinth münden. Bei Derveni an der Küste mündet der Zacholitikos (oder Dervenios) in den Golf von Korinth. Weiter östlich mündet der Fluss Fonissa zwischen Arachovitika und Kato Loutro ins Meer. Der größte Fluss des Kyllini-Massivs ist der Sythas, welcher von seinem Ursprung an der Nordnordostflanke des Massivs in nordöstlicher Richtung zum Meer zieht und dabei einen tiefen Einschnitt in den nordöstlichen Ausläufern des Kyllini-Massivs durchfließt. Die Mündung des Sythas liegt zwischen Xylokastro und Zevgolatio. Darüber hinaus sind im Gebiet des Kyllini-Massivs noch drei weitere Flüsse zu nennen. Der Olvios fließt von Norden in die Ebene von Feneos. Zwei weitere Flüsse fließen von Norden und aus Westen in den Stymphalia-See, der selbst keinen oberirdischen Abfluss besitzt.

## Bevölkerung
Aufgrund der insgesamt fruchtbaren Gebiete (Stymphalia-Ebene, Feneos-Ebene) gab es bereits zu antiker Zeit zwei Siedlungen im Bereich des Kyllkini-Massivs: Stymphalos und Feneos. In der Antike beschrieb das Kyllini-Massiv auch die Grenze zwischen den antiken Landschaften Achaia im Westen und Arkadien im Osten und Süden. Diese Grenze existiert nach heutiger Verwaltungsgliederung nicht mehr, da das Kyllini-Massiv vollständig zur Präfektur Korinthia zugehörig ist, mit Ausnahme des nach Nordwesten reichenden Ausläufers östlich des Krathis.
Das Gebiet des Kyllini-Massivs ist in der Präfektur Korinthia im Vergleich zu anderen Regionen (insbesondere die Agglomeration um die Stadt Korinth) dünn besiedelt. Größere Ortschaften im Gebiet des Kyllini-Massivs sind Goura im Westen und Kaliani im Osten.

## Mythologie
Der Name soll von einer gleichnamigen Nymphe stammen, der Mutter des Lykaon; nach einer anderen Version wurde es allerdings nach Kyllen, dem Sohn des Elatos, benannt. Nach der griechischen Mythologie zeugte Zeus in diesem Gebirge mit Maia den Hermes, der hier in einer Höhle geboren wurde und auch seine ersten Taten vollbrachte – so fand er im Kyllene-Gebirge die Schildkröte, aus deren Panzer er die erste Leier anfertigte. Auf dem höchsten Gipfel stand in der Antike ein Hermes-Tempel.